# AGIL模式
AGIL模式（英語：AGIL paradigm）是美國社會學家塔尔科特·帕森斯在1950年代創建的社會學方案。它是對某些社會功能有系統的描述，但都必須滿足這些功能才能維持穩定的社會生活，AGIL模式是帕森斯較大的社會系統理論其中一部分。

## 社會系統理論條件
- A：適應（Adaptation），指社會與環境互動的能力，其中包括收集資源和生產商品以進行社會再分配。
- G：目標達成（Goal Attainment），指未來設定目標並做出相應決策的能力。
- I：整合（Integration）或稱整個社會的和諧，指要求社會的價值觀和規範是維持固定的。
- L：模式維持（Latency），指引入新成員，並使其社會化接受系統的特有模式。